# Ještěrka obecná
Ještěrka obecná (Lacerta agilis Linnaeus, 1758) je jeden z nejrozšířenějších druhů ještěrky v Česku. Žije v různých typech prostředí, především na loukách, vřesovištích, křovinatých oblastech, stepích, podhorských oblastech a v otevřených lesích.

## Popis
Celková délka ještěrky obecné činí kolem 20–25 cm. Tělo měří až 9 cm a ocas je jedenapůlkrát delší než tělo. Hlava je širší s krátkým čumákem. Na krátkých končetinách je 5 prstů, jež jsou zakončeny drápky, které umožňují dobrý pohyb po kamenech a různorodých materiálech. Ocas umožňuje lepší dynamiku pohybu. Slouží také při útěku před nepřáteli – od těla může být odvržen, ale regeneruje, dorůstá.

## Výskyt

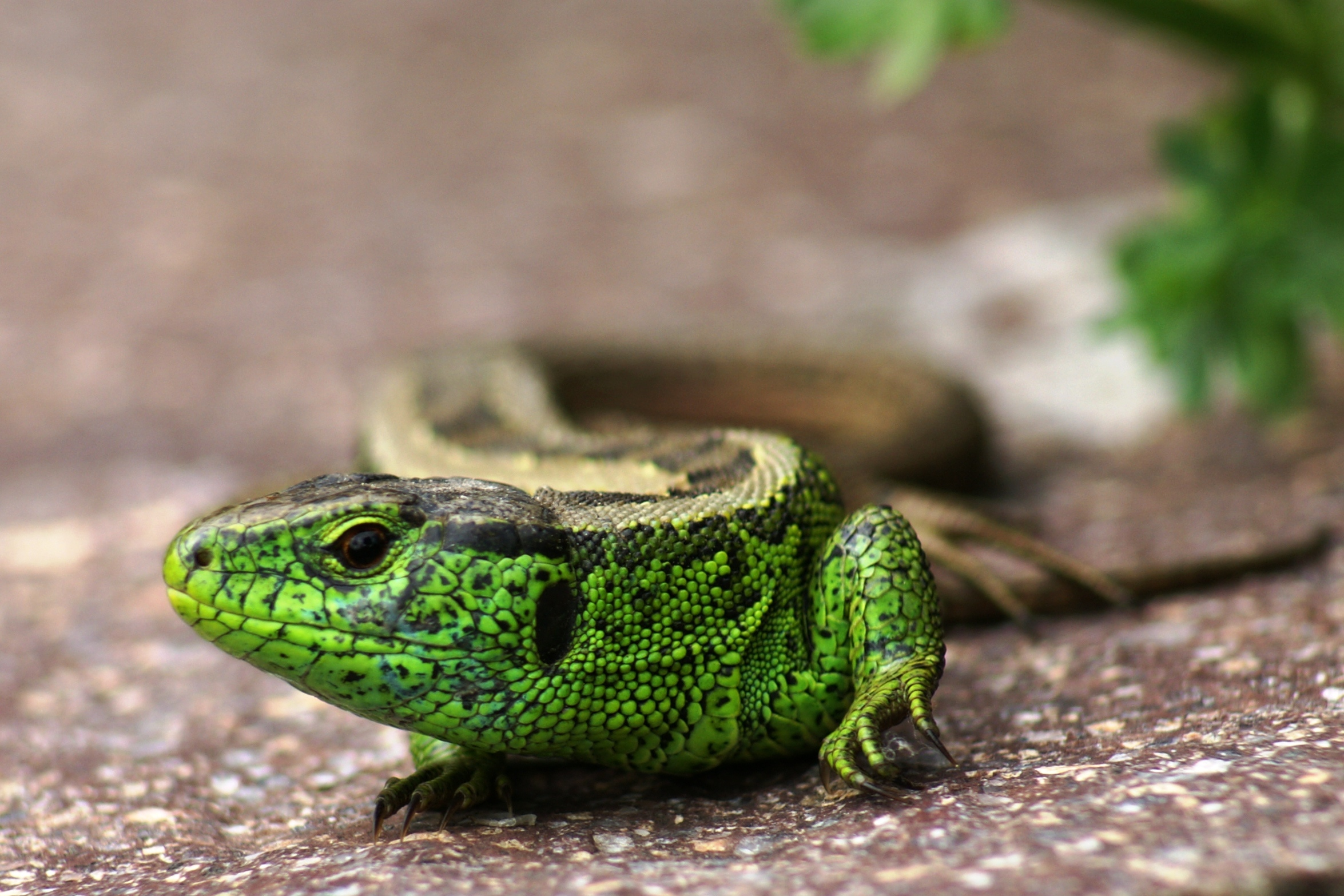
Zbarvení samečka

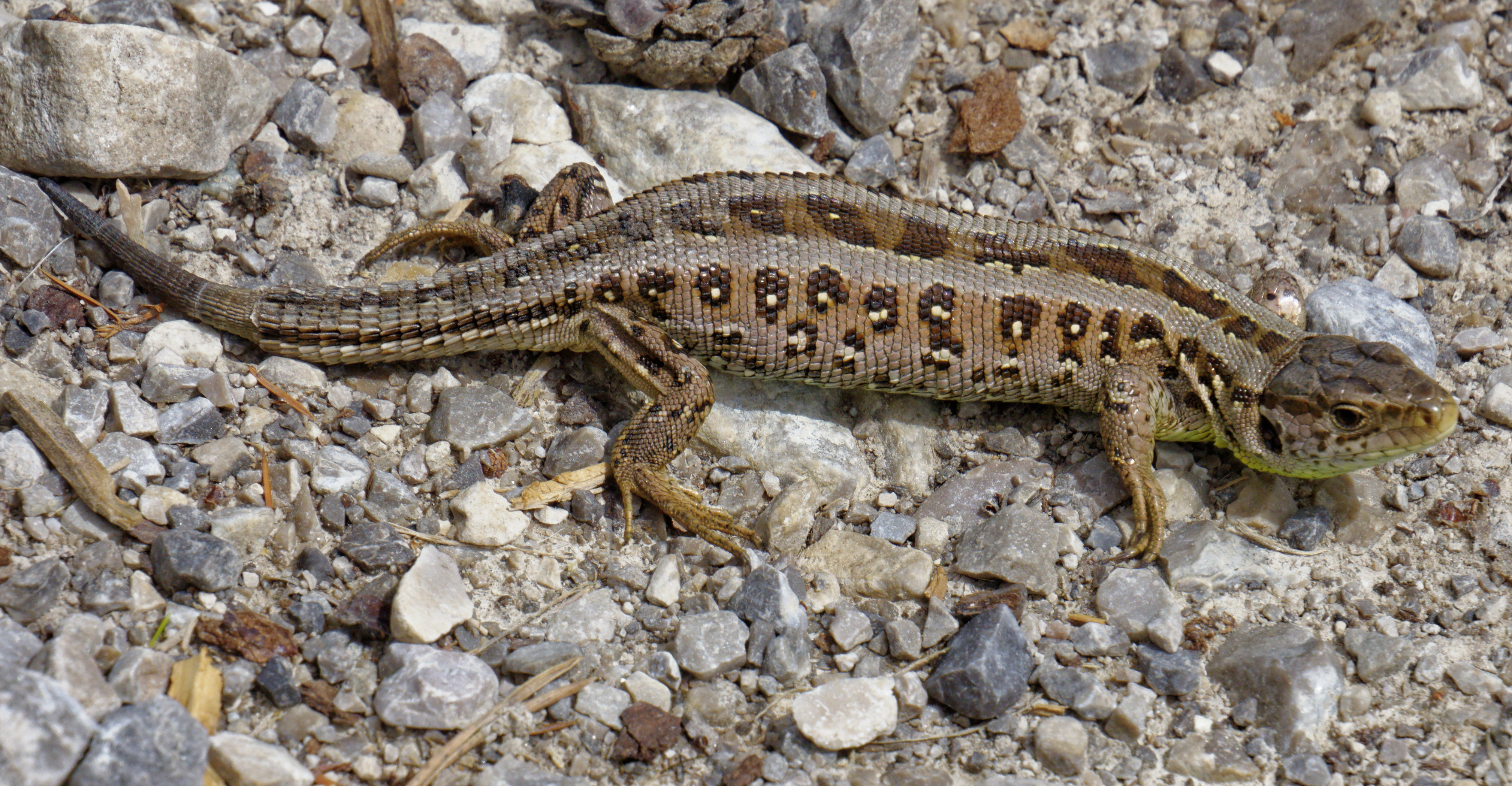

Přestože je v České republice druhem chráněným, patří do druhů ještěrek v zemi nejrozšířenějších. Je rozšířená na většině území střední a východní Evropy, v Asii až po západ Číny, ale její početnost silně poklesla, kvůli ztrátě stanovišť. Obývá především suchá a slunná místa a to stráně, i okraje lesů. Většinou pobývá do výšky 2500 m n. m. Při větších výkyvech teplot raději zalézá do úkrytů. Každý jedinec má svoje území, kde loví, případně klade vejce.

## Potrava

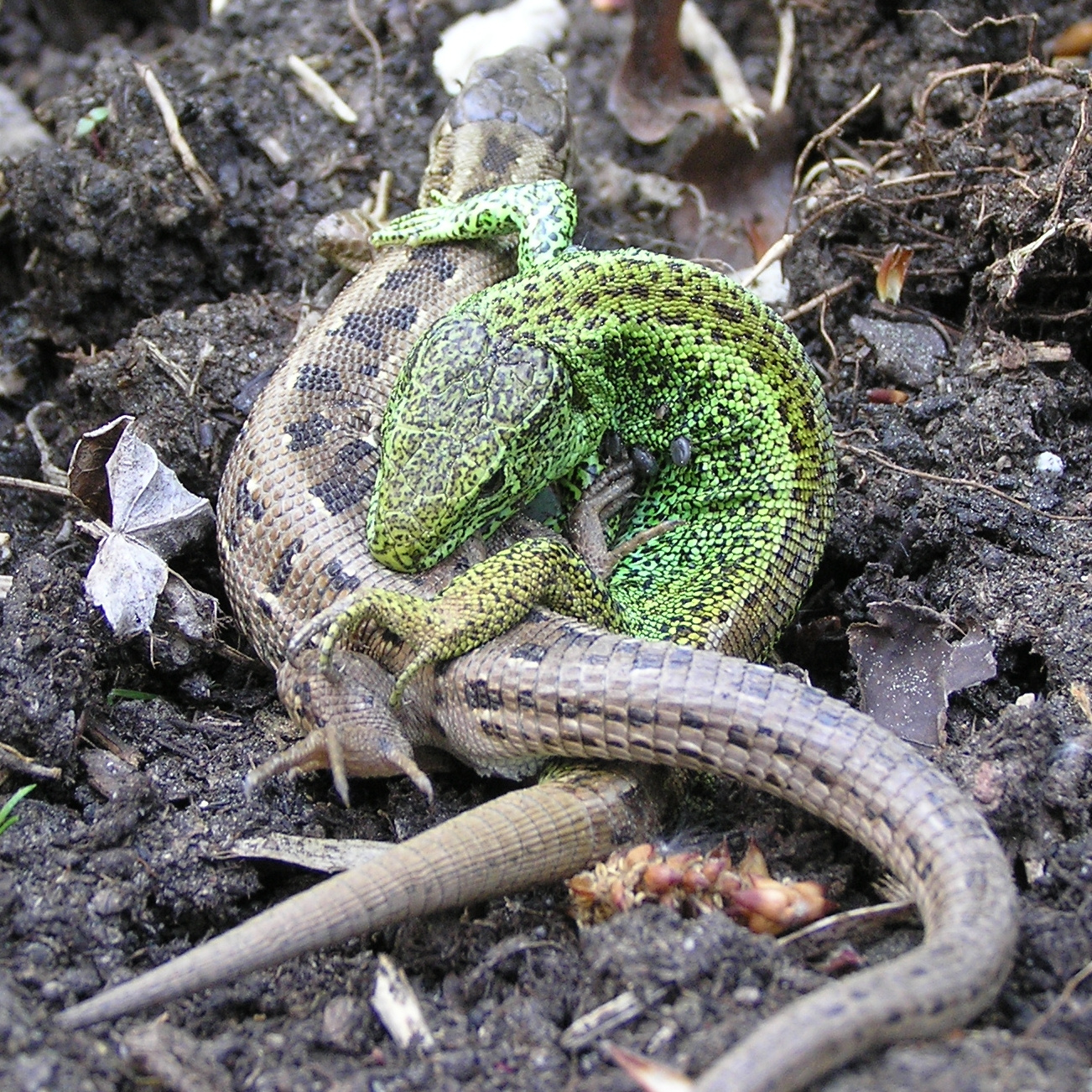
Rozmnožující se ještěrky

V jídelníčku ještěrky obecné lze najít menší hmyz (mouchy, brouky), dále pavouky, červy, plže a pozemní korýše (svinky). Menší kořist rovnou polyká. Ještěrka loví především ve slunných dnech a dokáže ulovit i letící kořist.

## Rozmnožování
Ještěrky se rozmnožují koncem jara a začátkem léta, nejčastěji květnu, červnu. Samice naklade do vyhloubené jamky v písku, mechu, hlíně či suché trávě 3–15 kožovitých měkkých vajíček o velikosti cca 15×8 mm. V červenci nebo v srpnu (většinou po 56 dnech) se vylíhnou mláďata, jež dosahují délky kolem 5–6 cm. Již od vylíhnutí jsou odkázána pouze na sebe a potravu si musí shánět sama. Dospělosti dosahují v 1,5–2 letech.

## Aktivita
Ještěrka je nejaktivnější v ranních a podvečerních hodinách. V zimním období upadá do zimního spánku. Většinou zalézá do opuštěných nor savců (např. hraboši), pod kořeny stromů a do různých skulinek. V dubnu se probouzí ze zimního spánku. Letální hranice teploty prostředí je kolem 3 °C.

## Přirození nepřátelé
Má ve svém okolí mnoho nepřátel, mezi ně patří například lišky, volavky, čápi, hadi (např. zmije obecná), kolem měst kočky a další predátoři. Při poškození ocasu se v části, kde má svaly nejtenčí, poruší a ocas se oddělí (kaudální autotomie).

## Ochrana

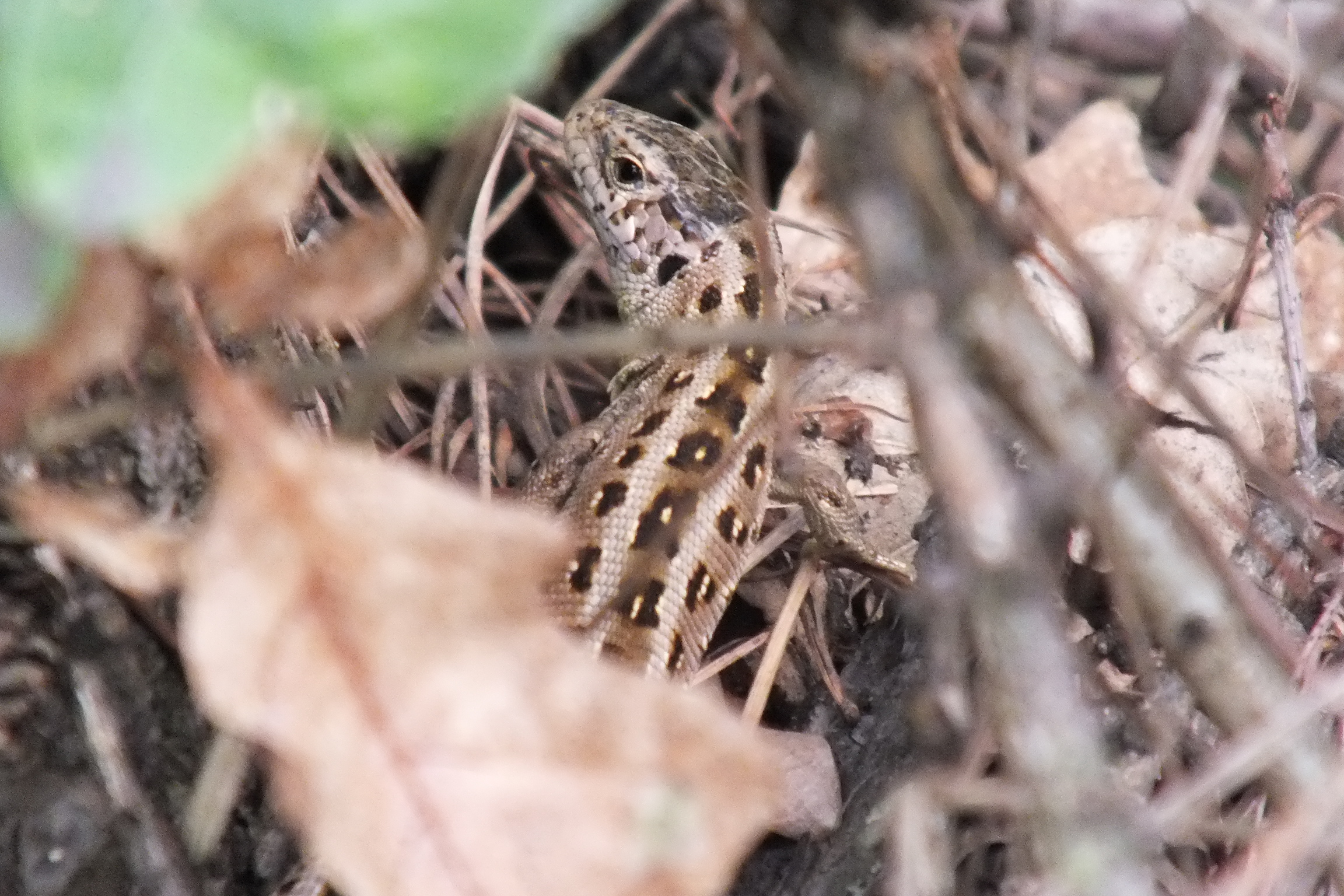
Ještěrka obecná na fotografii z přírodního parku Velký Kosíř

V České republice je zvláště chráněna jako silně ohrožený druh, je tedy mimo jiné zakázán i její odchyt, chov v zajetí a prodej. Chráněna jsou i její vývojová stádia a sídla.